# 천도 (2023년 드라마)
천도(중국어 정체자: 天道, 병음: Tiān dào 톈다오[*], 영어: Fight for Justice)는 SETTV 타이완에서 2023년 5월 3일부터 방송한 드라마이다.

## 등장 인물
- 셰청쥔: 천원야오(陳文堯), 천밍위(陳明宇) 역
- 왕전푸: 뤄자펑(羅嘉峰) 역
- 쩡즈시: 뤄안제(羅安潔) 역
- 천페이치: 완징위(萬靜玉) 역
- 차이둥웨이: 린쯔성(林子昇) 역
- 린쉬안위: 쑹단칭(宋丹青) 역
- 먀오커리: 류푸미(劉富米) 역
- 장궈빈: 천장성(陳長勝) 역
- 장밍제: 뤄짜이싱(羅再興) 역
- 린슈링: 쑹메이화(宋美華) 역
- 웨훙: 주리핑(朱麗萍) 역
- 쾅밍제: 정쑤위안(鄭素媛) 역
- 천팅: 랴오첸쿤(廖乾坤) 역
- 돤싱후이: 왕야제(王雅潔) 역
- 왕겅하오: 왕윈진(王運金) 역
- 왕중황: 우후이황(武輝煌) 역
- 린쩌시: 뤄원쉬안(羅文軒) 역
- 장친: 린첸다이(林千代) 역
- 천첸원: 우이린(武一霖) 역
- 황위룽: 천둥쥔(陳東俊) 역
- 린젠환: 린궈칭(林國慶) 역
- 황쉬안: 린쯔첸(林子茜) 역
- 린윈시: 주칭톈(朱晴天) 역
- 화첸한: 랴오멍쯔(廖萌姿) 역
- 리루이선: 랴오카이훙(廖凱鴻) 역
- 라이위팅: 린쯔퉁(林子彤) 역
- 루옌쩌: 뤄즈한(羅智瀚) 역
- 추샹: 쉬스웨이(許世偉) 역
- 차오쯔치: 저우정저(周政哲) 역
- 저우천다: 리젠중(李建中) 역
- 청룬: 두광량(杜光亮) 역
- 왕시화: 셰아랑(謝阿郎) 역
- 리자칭: 셰커췬(謝克群) 역
- 왕웨펑: 가오첸잉(高千影) 역